# Szentsebestyén
Szentsebestyén (szlovénül: Pečarovci, vendül régen Püčarovci) falu Szlovéniában, Muravidéken, Pomurska régióban. Közigazgatásilag Battyándhoz tartozik.

## Fekvése
Muraszombattól 10 km-re északra, a Vendvidéki-dombság (Goričko) területén a Muraszombatba vezető főútvonal mentén a Szentsebestyéni-patak partján fekszik.

## Története
Első írásos említése "Pynchrouch" alakban található abban a csereszerződésben, mely 1364 karácsonykor jött létre I. Lajos magyar király, másfelől Széchy Miklós és testvére, Domonkos erdélyi püspök között. Az 1364. december 25-én Csepel-szigeten kiállított királyi oklevél szerint a testvérek átengedik a királynak Éleskő várát, Miskolcot, tartozékaival, valamint a Szent Péter és Pál apostolok tiszteletére létesült tapolcai apátság kegyuraságával együtt, viszont a király Felsőlendva várát adja a hozzátartozó 73 birtokkal, köztük a mai Szentsebestyénnel együtt. Egy évvel később "Pyhorouch in districtu Waralyakurniky" alakban említik a felsőlendvai vár tartozékai között.
A falu 1549-ig volt a felsőlendvai uradalom része. A 17. században lakói evangélikus hitre tértek át, ebből az időből származik  temploma is. 1640-ben a törökök betörtek a faluba és 16 embert elhurcoltak, hármat megöltek, a többiek pedig adózást vállaltak számukra 1690-ig. 1730-ban visszatérítették őket a katolikus hitre, de még mindig maradtak evangélikusok a faluban, 1898-ban például 344 lélekből 173-an voltak evangélikusok akik Puczincra (Battyánd) jártak istentiszteletre.
Az 1698-as egyházi vizitáció jegyzőkönyvéből kitűnik, hogy a falu régi templomát Szent Fábián és Sebestyén vértanúk tiszteletére szentelték. Az 1756-os jegyzőkönyv szerint viszont már csak Szent Sebestyén tiszteletére volt szentelve. Plébániáját 1796-ban alapították újra, de 1798-ban már a templom és a plébánia is rossz állapotban voltak. Még 1808 előtt a szentélyt és a sekrestyét is újjá kellett építeni, végül a falu új templom építését határozta el, melyet 1824-ben szenteltek fel.
Vályi András szerint " PECSARÓCZ. Tót falu Vas Vármegyében, földes Urai Gróf Szapáry, és Gróf Nádasdy Uraságok, lakosai katolikusok, ’s másfélék is, fekszik Martyántzhoz nem meszsze, mellynek filiája, határjában szőleje, és fája tüzre van, de mivel földgye sovány, harmadik osztálybéli."
Fényes Elek szerint " Pecsarócz, vindus falu, Vas vgyében, a felső-lendvai uradalomban: 183 kath., 71 evang. lak. Kath. paroch. szentegyház. Itt szoktak össze tódulni Húsvét után második vasárnapon nagy számmal az egész tótságból leginkább a nők bucsura, mellyet meleg-bucsunak hivnak, hogy szemeik fájdalmát elvesztenék, marháik egészségét különféle vizzeli mosogatások által, vagy len, kender, s tojásnak az oltárra való tevésével kinyerhetnék."
Vas vármegye monográfiája szerint " Szent-Sebestyén házainak száma 97, lélekszáma 571. Lakosai vendek, vallásuk r. kath. és ág. ev. Postája Battyánd, távírója Muraszombat. Kath. temploma a XIV. századból való. „Zdrava-voda” nevű forrást a búcsusok sűrüen látogatják. Földesurai a Nádasdyak és Batthyányiak voltak."
A 19. századig "Pecsarócz", illetve "Pücsarocz" néven szerepelt a térképeken, nevét Szent Sebestyénnek szentelt templomáról magyarosították. 1910-ben 652, túlnyomórészt szlovén lakosa volt. A trianoni békeszerződésig Vas vármegye Muraszombati járásához tartozott. 1919-ben átmenetileg a de facto Mura Köztársaság része lett, majd a Szerb–Horvát–Szlovén Királysághoz csatolták, ami 1929-től Jugoszlávia nevet vette fel. 1941-ben átmeneti időre ismét Magyarországhoz tartozott, 1945 után visszakerült jugoszláv fennhatóság alá. 1991 óta a független Szlovénia része. 2002-ben 414 lakosa volt.

## Nevezetességei
- Szent Sebestyén tiszteletére szentelt egy hajós temploma 1824-ben épült sokszögzáródású szentéllyel, a nyugati oldalán toronnyal. Főoltárán kívül a templomban egy Szent Vidnek szentelt szárnyas oltár is található. Búcsújárása vendül a Topla prouška, ahova még a 19. században is nagy számmal jártak a Vendvidék majdnem minden feléből, főleg asszonyok.
- Evangélikus temploma a falu északi részén, Gorenščeken található.
- Tűzoltómúzeumát, mely a Muraszombati múzeum regionális múzeuma 2003-ban alapította Karel Žekš. 1892-óta használt egyenruhák, serlegek, oklevelek, emlékplakettek láthatók itt a helyi tűzoltóság történetével.
- A faluban nagy hagyománya van a fazekasságnak ma is

## Híres emberek
- Itt született Hüll János tótsági esperes
- Itt élt Persa Iván író
- Itt élt Bertalanits Mihály költő